# روس هاموند
روس هاموند (بالإنجليزية: Ross Hammond)‏ هو عازف قيثارة جاز أمريكي، ولد في 10 أغسطس 1977 في ليكسينغتون في الولايات المتحدة.

## وصلات خارجية
- الموقع الرسمي